# Thoát Hoan
Thoát Hoan (giản thể: 脱欢; phồn thể: 脫歡, hay giản thể: 脱驩; phồn thể: 脫驩; tiếng Mông Cổ: ᠲᠣᠭᠣᠨ, Chuyển tự Latinh: Toγan, chữ Mông Cổ: Тогоон; ? – 1301) là một hoàng tử nhà Nguyên, con trai thứ 9 của Nguyên Thế Tổ Hốt Tất Liệt, vị Hoàng đế lập ra triều đại nhà Nguyên trong lịch sử Trung Quốc. Ông được biết đến trong lịch sử Việt Nam qua 2 lần mang quân sang đánh nước Đại Việt cuối thế kỷ 13 thời nhà Trần nhưng đều thất trận.

## Tại chiến trường nhà Trần

### Năm 1284–1285
Năm niên hiệu Chí Nguyên thứ 21 nhà Nguyên, niên hiệu Thiệu Bảo thứ 6 nhà Trần (1284), Nguyên Thế Tổ chuẩn bị đánh Đại Việt, phong cho Thoát Hoan làm Trấn Nam vương (镇南王) vào ngày 3 tháng 6, sai đóng ở Ngạc Châu. Trước đó từ năm 1282, Nguyên Thế Tổ đã sai tướng Toa Đô mang quân theo đường biển đi đánh Chiêm Thành, nhưng tới lúc đó vẫn chưa chiếm được nước này.
Tháng 7 năm đó, ông được lệnh đi đánh Chiêm Thành qua đường Đại Việt. Trần Thánh Tông không đồng ý cho mượn đường. Tháng 12, Thoát Hoan dẫn các tướng Ariq Qaya, Ô Mã Nhi, Lý Hằng, Koncak, Bolqadar, Satartai, Mangqudai, Naqai, Mangqudai, Lý Bang Hiến, Tôn Hựu, Tôn Đức Lâm, Lưu Thế Anh, Lưu Khuê, Nghê Nhuận đi đánh Đại Việt.
Quân Nguyên chia làm 3 đạo tiến đánh Đại Việt. Thoát Hoan và Ariq Qaya chỉ huy đạo chủ lực từ Ninh Minh tiến vào Lộc Châu (nay là Lộc Bình, Lạng Sơn).
Ngày 27 tháng 1 năm sau (1285), ông chia cánh quân của mình làm 2 mũi tiến quân, một do Bolqadar chỉ huy theo đường Khâu Ôn (nay là Ôn Châu, Lạng Sơn), một do Satartai và Lý Bang Hiến chỉ huy đi theo đường núi Cấp Lĩnh (tức là từ Lộc Bình đi Sơn Động ngày nay).
Đại quân của Thoát Hoan đi sau mũi thứ hai của Satartai và Lý Bang Hiến. 
Chống lại đạo quân thứ nhất này của quân Nguyên là lực lượng chủ lực của quân Trần do đích thân Trần Quốc Tuấn chỉ huy. Sau một số trận đánh, quân Trần phải rút lui khỏi Vạn Kiếp, Phả Lại, Bình Than về dàn trận bên bờ sông Hồng gần thành Thăng Long. Quân Nguyên tiến theo đường bộ về Thăng Long..
Quân Nguyên từ Vạn Kiếp đi theo đường qua Vũ Ninh , Đông Ngạn . Đến sông Đuống, các đơn vị quân Nguyên và quân Trần giáp chiến. Quân Trần bị thiệt hại nặng, quân Nguyên lấy được nhiều thuyền. Thoát Hoan cho dựng cầu phao để đưa đại quân vượt sông Đuống tiến về kinh thành của Đại Việt.
Ngày 18 tháng 2, hai bên đại chiến bên bờ sông Hồng. Quân Trần xuôi sông Hồng rút lui. 
Quân Nguyên tiến đến đóng dưới chân thành một hôm rồi mới vào thành, chỉ thấy "cung thất nhẵn không". Thoát Hoan khao quân trong cung thành, nhưng rồi lại sớm rút quân khỏi thành, trở lại trại đã lập bên bờ Bắc sông Hồng. 
Vừa đợi Toa Đô từ phía Nam tiến lên, Thoát Hoan vừa phái Koncak, Mangqudai, Bolqadar theo đường bộ, Lý Hằng, Ô Mã Nhi theo đường thủy đuổi theo hoàng tộc họ Trần, nhưng không thành công.
Thoát Hoan tuy chiếm được kinh thành Đại Việt nhưng gặp phải kế vườn không nhà trống của quân Trần khiến quân Nguyên bị thiếu lương thực. Để phòng thủ mặt phía Nam của thành Thăng Long, Thoát Hoan dựng 2 căn cứ liền kề nhau ở hai bờ sông Hồng, một ở Hàm Tử quan (cửa Hàm Tử – nay ở Khoái Châu, Hưng Yên) và một ở Chương Dương độ (bến Chương Dương – nay ở Thượng Phúc, thuộc Thường Tín, Hà Nội). Tháng 5, quân Trần Quang Khải bắt đầu phản công.
Trước sức tấn công mạnh mẽ và bền bỉ của quân Trần, Thoát Hoan phải rút chạy khỏi thành Thăng Long về đóng ở bờ Bắc sông Hồng (khoảng Gia Lâm ngày nay).
Tướng Toa Đô từ phía nam tiến lên, muốn liên lạc với Thoát Hoan nhưng bị quân Trần chặn đánh. Sau khi thua trận ở Hàm Tử quan, Toa Đô vẫn không biết rằng Thoát Hoan đã tháo chạy. Cánh quân Toa Đô đóng ở sông Thiên Mạc và tìm cách liên lạc với ông. Được ít ngày, Toa Đô biết tin quân Thoát Hoan đã thất bại và rút chạy, bèn lui về Tây Kết và sau bị tử trận.
Ngày 10 tháng 6, tướng Đại Việt là Trần Quốc Tuấn và Trần Tung dẫn hơn 2 vạn quân tấn công Thoát Hoan ở bờ Bắc sông Hồng. Thoát Hoan cử Lưu Thế Anh dẫn quân ra đối phó, nhưng đại bại. Quân Nguyên rút chạy về phía Bắc.
Khi rút chạy đến sông Như Nguyệt (sông Cầu), quân Nguyên bị đơn vị của Trần Quốc Toản chặn đánh. Quân Nguyên thua, không sang sông được, phải chạy về phía Vạn Kiếp. Chạy đến sông Sách (tức đoạn sông Thương chảy qua Vạn Kiếp), quân Nguyên bắc cầu phao định vượt sông, nhưng bị quân Trần do Trần Quốc Tuấn chỉ huy ập vào đánh. Quân Nguyên xô nhau chạy, cầu phao đứt, nhiều binh sĩ bị chết đuối.
Sau khi vượt qua sông Sách, quân Nguyên chạy về hướng Tư Minh. Lý Hằng được cử chặn hậu, đề phòng quân Trần truy kích. Đến Vĩnh Bình, quân Nguyên lại bị quân Trần do Trần Quốc Hiến (Trần Quốc Nghiễn) chỉ huy chặn đánh. Tướng Lý Hằng bị trúng tên độc tử trận. 
Tương truyền, Thoát Hoan phải chui vào trong ống đồng cho quân lính khiêng để chạy trốn thoát về Tư Minh.

### Năm 1287–1288
Từ tháng 3 năm 1286, Trấn Nam vương Thoát Hoan đã được lệnh đi đánh Đại Việt một lần nữa. Sau một thời gian chuẩn bị, cuối năm 1287, mượn tiếng đưa An Nam quốc vương Trần Ích Tắc về nước, đại quân Thoát Hoan lên đường. Đi cùng Thoát Hoan lần này có các tướng Ariq Qaya, Ô Mã Nhi, Ayuruychi (Áo Lỗ Xích), Phàn Tiếp, Tích Lệ Cơ, Yiymis (Diệc Hắc Mê Thất), Ariq Qusun (A Lý Quy Thuận), Abaci (A Bát Xích), Ali (A Lý), Trình Bằng Phi, Aruq (Ái Lỗ), Trương Ngọc, Lưu Khuê, Siktur (Tích Đô Nhi), Trương Văn Hổ, Phí Củng Thìn, Đào Đại Minh, Trần Trọng Đạt, Tạ Hữu Khuê, Bồ Tý Thành, Lê Tắc.
Ngày 3 tháng 9, Thoát Hoan khởi binh từ đất Ngạc tiến về phía nam. Quân Nguyên chia làm 3 cánh, trong đó Thoát Hoan chỉ huy đạo quân chủ lực đi đường châu Khâm, châu Liêm cùng Trình Bằng Phi, Áo Lỗ Xích, Ayuruyci, dẫn theo Trần Ích Tắc tiến vào biên giới đông bắc.
Thoát Hoan và Ayuruyci tập kết quân Nguyên tại Tư Minh vào ngày 18 tháng 12 năm 1287 và bắt đầu vào lãnh thổ Đại Việt ngày 25 tháng 12 năm 1287. 
Tiến tới Lộc Châu (Lộc Bình, Lạng Sơn) ngày 29 tháng 12, Thoát Hoan chia quân làm 2 mũi, một mũi do Trình Bằng Phi và Bolqadar chỉ huy đi từ Vĩnh Bình tới Chi Lăng và một mũi nữa gồm số quân còn lại đi từ Lộc Bình tới Sơn Động. Các mũi quân của Thoát Hoan vừa qua sông biên giới, Trình Bằng Phi mang quân Hán tiến vào phía Lạng Châu và Lão Thử (Chi Lăng). Nguyên sử chép rằng cánh quân này thắng liền 17 trận, đánh chiếm các đồn Hãm Sa, Tư Trúc. Mũi nhánh thứ hai của Thoát Hoan có Thoát Hoan đi cùng vượt qua ải Khả Lý, đầu năm 1288 thì đóng ở kênh Mao La.
Cuối tháng 1 năm 1288, cánh quân Vân Nam của Aruq gặp đại quân Thoát Hoan ở bên bờ sông Hồng gần Thăng Long. Thoát Hoan lại sai Ô Mã Nhi truy đuổi các vua Trần nhưng lần này cũng không thành công.
Ngày 2 tháng 2 năm 1288, quân Nguyên bắt đầu đánh thành Thăng Long. Quân Nguyên bao vây tấn công vài lần không có kết quả. Trần Quốc Tuấn sai Trần Cao vài lần đến trại Thoát Hoan xin giảng hoà, nhưng ban đêm thường kéo ra từng toán nhỏ đánh lén vào trại quân Nguyên, đốt phá lương thực rồi rút lui. Thoát Hoan điều quân ra ngoài truy kích, nhưng quân Trần thường ẩn nấp khó phát hiện ra.
Trong khi Thoát Hoan vây đánh Thăng Long thì các tướng Nguyên ở Vạn Kiếp vẫn tiếp tục củng cố căn cứ này làm bản doanh; lập hành lang thông sang Trung Quốc để báo tin về nước, nhưng nhiều đồn trại qua các vùng núi thường bị quân Trần đánh phá và cô lập. Thoát Hoan cuối cùng chiếm được Thăng Long, quân Trần rút đi. Chờ mãi không thấy thuyền lương của Trương Văn Hổ tới, ông bèn sai Ô Mã Nhi đi đón nhưng đoàn thuyền lương của Trương Văn Hổ đã bị quân Trần tập kích mất hết lương.
Ở Thăng Long mà không có lương thực, Thoát Hoan lúng túng; quân Nguyên lại bị dịch bệnh rất nhiều do không hợp thời tiết. Trong khi đó, quân Trần lại bắt đầu phản công mạnh mẽ và kiểm soát vùng Hải Dương và Hải Phòng đẩy Thoát Hoan vào nguy cơ bị cắt đường về Vạn Kiếp. 
Trước tình hình như vậy, Thoát Hoan rút quân khỏi Thăng Long quay về Vạn Kiếp, sai Abaci đi tiên phong mở đường.
Tại Vạn Kiếp, quân Nguyên cố thủ trong các thành gỗ nhưng thường xuyên bị quân Đại Việt tập kích vào ban đêm. Tình hình thiếu lương thực càng ngày càng trầm trọng. Thoát Hoan quyết định rút quân khỏi Đại Việt. Lúc đó là vào khoảng cuối tháng 3 năm 1288, tức là chỉ 3 tháng sau khi tiến quân vào Đại Việt. Quân Nguyên chia làm 2 ngả rút về, một ngả của thủy quân do Ô Mã Nhi và Phàn Tiếp chỉ huy, một ngả của bộ binh do Thoát Hoan chỉ huy.
Cánh quân thủy của Ô Mã Nhi bị quân Trần đánh bại trong trận Bạch Đằng. Về phía cánh quân bộ của Thoát Hoan, ngày 8 tháng 4 năm 1288, ông từ Vạn Kiếp tiến lên Lạng Sơn. Siktur được lệnh dẫn một cánh đi theo hướng Tây (qua Chi Lăng), nhưng đến Hãm Nê thì bị quân Đại Việt chặn đánh, đành trở lại nhập vào đoàn quân của Thoát Hoan. Ngày 11 tháng 4, đội quân Nguyên tiến tới cửa Nội Bàng (thị trấn Chũ và xã Bình Nội của Bắc Giang ngày nay) và lọt vào trận địa phục kích của quân Đại Việt. Quân Nguyên cố sức chống cự; Daraci và Lưu Thế Anh phải liều chết mở đường máu cho đại quân thoát khỏi cửa Nội Bàng.
Qua được Nội Bàng, Thoát Hoan nhận được tin trinh sát rằng phía trước có 30 vạn quân Đại Việt trải dọc suốt 100 dặm mai phục, đành đổi hướng đi qua Đơn Kỷ về Lộc Châu. 
Tuy nhiên qua đường này, quân Nguyên vẫn bị quân Đại Việt tập kích. Abaci trúng tên độc tử trận. Mãi đến ngày 19 tháng 4 năm 1288, quân Nguyên mới thoát khỏi biên giới về đến Tư Minh..

## Mỹ nhân kế của nhà Trần
Tháng 2 năm 1285, khi Thoát Hoan lên sông Nhĩ Hà, cột liền bè vào làm cầu, cho quân qua sông; quân ta theo hai bên sông lập đồn để cự lại, không được. Ngày đã về chiều, quân Nguyên qua được sông vào kinh thành Thăng Long, Trần Thánh Tông bèn sai đưa An Tư công chúa gả cho Thoát Hoan, để thư nạn cho nước.
Tháng 3, An Tư công chúa vào dinh Thoát Hoan ở bờ Bắc sông Hồng. Mưu kế này của Nhà Trần đã làm chậm bước tiến quân dồn dập Thoát Hoan vào thành Thăng Long; tạo điều kiện thuận lợi rút lui an toàn và tái tổ chức phản công trên các mặt trận cho hoàng tộc nhà Trần.
Sau khi chiến thắng quân Nguyên, sử sách không ghi chép lại việc An Tư công chúa sống như thế nào trong những tháng ngày ở trại quân Nguyên. Cũng không biết kết cục của công chúa, có thể bà đã theo Trấn Nam vương về Nhà Nguyên cư ngụ.

## Cuối đời
Hai lần thất trận nặng ở Đại Việt của Thoát Hoan khiến Nguyên Thế Tổ giận dữ. Năm Chí Nguyên thứ 28 (1291), ngày 16 tháng 2, ông được lệnh tới Dương Châu trấn thủ. Từ đó, ông không được về kinh đô chầu Thế Tổ hoàng đế cho tới khi chết.
Khoảng niên hiệu Đại Đức thứ 5 (1301), Trấn Nam vương Thoát Hoan qua đời, không rõ bao nhiêu tuổi.

## Con cháu
Theo ghi chép của Nguyên sử, Thoát Hoan có sáu người con trai và các cháu là:
- Lão Chương (老章; ?– 1310), được tập phong Trấn Nam vương của ông. Tháng 12 năm 1310, bị phát giác là cho chế đồ nghi vệ như của hoàng đế, bị triệu vào kinh đô để thẩm vấn, không rõ bị chết khi nào.
- Thoát Bất Hoa (脱不花; ?– 1322), khi Lão Chương chết được tập phong Trấn Nam vương.
  - Bột La Bất Hoa (孛罗不花; ?– 1356): khi Thoát Bất Hoa chết, còn nhỏ tuổi nên tới tận năm 1329 mới được tập phong tước này.
    - Đại Thánh Nô (大圣奴; ?–1359), khi Bột La Bất Hoa chết, được tập phong Trấn Nam vương.
- Khoan Triệt Phổ Hóa (宽彻普化; ? – 1365), năm 1323 phong Uy Thận vương (威顺王).
  - Biệt Thiếp Mộc Nhi.
  - Đáp Thiếp Mộc Nhi.
  - Báo Ân Nô.
  - Tiếp Đãi Nô.
  - Phật Gia Nô.
  - Hòa thượng (和尚), Sau được Nguyên Huệ Tông phong là Nghĩa vương (义王) và cùng vua Nguyên chạy lên Mạc Bắc vào năm 1368 khi nhà Minh nổi lên.
- Thiếp Mộc Nhi Bất Hoa (帖木兒不花; 1286 – 1368), được tập phong Trấn Nam vương sau khi Thoát Bất Hoa chết. Năm 1329, trả lại tước này cho Bột La Bất Hoa, đổi thành Hoài vương (淮王).
- Văn Tể vương Man Tử (文济王蛮子).
- An Đức vương Bất Đáp Thất Lý (安德王不答失里).